# Mycophaga testacea
Mycophaga testacea is een vliegensoort uit de familie van de bloemvliegen (Anthomyiidae). De wetenschappelijke naam van de soort is voor het eerst geldig gepubliceerd in 1834 door Gimmerthal.